# Copa da UEFA de 1981–82
A Copa da UEFA de 1981-82 foi a décima primeira edição da Copa da UEFA, vencida pelo IFK Göteborg em vitória sobre o Hamburger SV no conjunto (1-0 e 3-0). Contou com a participação de 64 clubes. O Sporting Clube de Portugal aplicou a maior goleada da competição, ao fazer 7-0 no FA Red Boys Differdange.

## Primeira fase
| Equipe 1                   | Total  | Equipe 2                  | 1.º jogo     | 2.º jogo     |
| -------------------------- | ------ | ------------------------- | ------------ | ------------ |
| 1. FC Kaiserslautern       | 3–1    | Akademik Sofia            | 1–0 (Report) | 2–1 (Report) |
| 1. FC Magdeburg            | 3–3(a) | Borussia Mönchengladbach  | 3–1 (Report) | 0–2 (Report) |
| Adanaspor                  | 2–7    | Internazionale            | 1–3 (Report) | 1–4 (Report) |
| APOEL FC                   | 1–5    | FC Argeş Piteşti          | 1–1 (Report) | 0–4 (Report) |
| Aris Thessaloniki F.C.     | 8–2    | Sliema Wanderers F.C.     | 4–0 (Report) | 4–2 (Report) |
| AS Monaco FC               | 4–6    | Dundee United F.C.        | 2–5 (Report) | 2–1 (Report) |
| Boavista F.C.              | 5–4    | Atlético Madrid           | 4–1 (Report) | 1–3 (Report) |
| Bryne F.K.                 | 2–3    | FC Winterslag             | 0–2 (Report) | 2–1 (Report) |
| Dinamo București           | 4–2    | PFC Levski Sofia          | 3–0 (Report) | 1–2 (Report) |
| FC Bohemians Praha         | 0–2    | Valencia CF               | 0–1 (Report) | 0–1 (Report) |
| FC Haka                    | 2–7    | IFK Göteborg              | 2–3 (Report) | 0–4 (Report) |
| FC Nantes Atlantique       | 3–5    | SC Lokeren                | 1–1 (Report) | 2–4 (Report) |
| FC Spartak Moscow          | 6–2    | Club Brugge               | 3–1 (Report) | 3–1 (Report) |
| Zenit Leningrad            | 2–6    | Dynamo Dresden            | 1–2 (Report) | 1–4 (Report) |
| Feyenoord Rotterdam        | 3–1    | Szombierki Bytom          | 2–0 (Report) | 1–1 (Report) |
| Grasshopper Club Zürich    | 4–1    | West Bromwich Albion F.C. | 1–0 (Report) | 3–1 (Report) |
| Hajduk Split               | 5–3    | VfB Stuttgart             | 3–1 (Report) | 2–2 (Report) |
| Hamburger SV               | 6–4    | F.C. Utrecht              | 0–1 (Report) | 6–3 (Report) |
| Ipswich Town F.C.          | 2–4    | Aberdeen F.C.             | 1–1 (Report) | 1–3 (Report) |
| K.S.K. Beveren             | 8–0    | Linfield F.C.             | 3–0 (Report) | 5–0 (Report) |
| Víkingur                   | 0–8    | FC Girondins de Bordeaux  | 0–4 (Report) | 0–4 (Report) |
| KS Dinamo Tirana           | 1–4    | FC Carl Zeiss Jena        | 1–0 (Report) | 0–4 (Report) |
| Limerick Football Club     | 1–4    | Southampton F.C.          | 0–3 (Report) | 1–1 (Report) |
| Malmö FF                   | 5–1    | Wisła Kraków              | 2–0 (Report) | 3–1 (Report) |
| Napoli                     | 2–2(a) | Radnički Niš              | 2–2 (Report) | 0–0 (Report) |
| Neuchâtel Xamax            | 6–3    | AC Sparta Prague          | 4–0 (Report) | 2–3 (Report) |
| Panathinaikos              | 0–3    | Arsenal F.C.              | 0–2 (Report) | 0–1 (Report) |
| PSV Eindhoven              | 8–2    | Naestved BK               | 7–0 (Report) | 1–2 (Report) |
| SK Rapid Wien              | 4–2    | Videoton FC Fehérvár      | 2–2 (Report) | 2–0 (Report) |
| SK Sturm Graz              | (a)2–2 | PFC CSKA Moscow           | 1–0 (Report) | 1–2 (Report) |
| Sporting Clube de Portugal | 11–0   | FA Red Boys Differdange   | 4–0 (Report) | 7–0 (Report) |
| FC Tatabánya               | 2–2(a) | Real Madrid               | 2–1 (Report) | 0–1 (Report) |

## Segunda fase
| Equipe 1                 | Total  | Equipe 2                   | 1.º jogo     | 2.º jogo          |
| ------------------------ | ------ | -------------------------- | ------------ | ----------------- |
| Aberdeen F.C.            | 5–2    | FC Argeş Piteşti           | 3–0 (Report) | 2–2 (Report)      |
| Aris Thessaloniki F.C.   | 1–5    | SC Lokeren                 | 1–1 (Report) | 0–4 (Report)      |
| Borussia Mönchengladbach | 2–5    | Dundee United F.C.         | 2–0 (Report) | 0–5 (Report)      |
| FC Girondins de Bordeaux | 2–3    | Hamburger SV               | 2–1 (Report) | 0–2 (Report)      |
| FC Spartak Moscow        | 2–5    | 1. FC Kaiserslautern       | 2–1 (Report) | 0–4 (Report)      |
| Feyenoord Rotterdam      | 3–2    | Dynamo Dresden             | 2–1 (Report) | 1–1 (Report)      |
| Grasshopper Club Zürich  | 2–2(p) | Radnički Niš               | 2–0 (Report) | 0–2 (Report)      |
| Internazionale           | 3–4    | Dinamo București           | 1–1 (Report) | 2–3(aet) (Report) |
| FC Winterslag            | (a)2–2 | Arsenal F.C.               | 1–0 (Report) | 1–2 (Report)      |
| K.S.K. Beveren           | 4–4(a) | Hajduk Split               | 2–3 (Report) | 2–1 (Report)      |
| Malmö FF                 | 0–2    | Neuchâtel Xamax            | 0–1 (Report) | 0–1 (Report)      |
| Real Madrid              | 3–2    | FC Carl Zeiss Jena         | 3–2 (Report) | 0–0 (Report)      |
| SK Rapid Wien            | (a)2–2 | PSV Eindhoven              | 1–0 (Report) | 1–2 (Report)      |
| SK Sturm Graz            | 4–5    | IFK Göteborg               | 2–2 (Report) | 2–3 (Report)      |
| Southampton F.C.         | 2–4    | Sporting Clube de Portugal | 2–4 (Report) | 0–0 (Report)      |
| Valencia CF              | 2–1    | Boavista F.C.              | 2–0 (Report) | 0–1 (Report)      |

## Terceira fase
| Equipe 1                   | Total | Equipe 2             | 1.º jogo     | 2.º jogo     |
| -------------------------- | ----- | -------------------- | ------------ | ------------ |
| Aberdeen F.C.              | 4–5   | Hamburger SV         | 3–2 (Report) | 1–3 (Report) |
| IFK Göteborg               | 4–1   | Dinamo București     | 3–1 (Report) | 1–0 (Report) |
| FC Winterslag              | 0–5   | Dundee United F.C.   | 0–0 (Report) | 0–5 (Report) |
| SC Lokeren                 | 2–4   | 1. FC Kaiserslautern | 1–0 (Report) | 1–4 (Report) |
| Radnički Niš               | 2–1   | Feyenoord Rotterdam  | 2–0 (Report) | 0–1 (Report) |
| SK Rapid Wien              | 0–1   | Real Madrid          | 0–1 (Report) | 0–0 (Report) |
| Sporting Clube de Portugal | 0–1   | Neuchâtel Xamax      | 0–0 (Report) | 0–1 (Report) |
| Valencia CF                | 6–5   | Hajduk Split         | 5–1 (Report) | 1–4 (Report) |

## Quartas-de-final
| Equipe 1           | Total | Equipe 2             | 1.º jogo     | 2.º jogo     |
| ------------------ | ----- | -------------------- | ------------ | ------------ |
| Dundee United F.C. | 2–3   | Radnički Niš         | 2–0 (Report) | 0–3 (Report) |
| Hamburger SV       | 3–2   | Neuchâtel Xamax      | 3–2 (Report) | 0–0 (Report) |
| Real Madrid        | 3–6   | 1. FC Kaiserslautern | 3–1 (Report) | 0–5 (Report) |
| Valencia CF        | 2–4   | IFK Göteborg         | 2–2 (Report) | 0–2 (Report) |

## Semifinais
| Equipe 1             | Total | Equipe 2     | 1.º jogo     | 2.º jogo          |
| -------------------- | ----- | ------------ | ------------ | ----------------- |
| 1. FC Kaiserslautern | 2–3   | IFK Göteborg | 1–1 (Report) | 1–2(aet) (Report) |
| Radnički Niš         | 3–6   | Hamburger SV | 2–1 (Report) | 1–5 (Report)      |

## Final
| Equipe 1     | Total | Equipe 2     | 1.º jogo     | 2.º jogo     |
| ------------ | ----- | ------------ | ------------ | ------------ |
| IFK Göteborg | 4–0   | Hamburger SV | 1–0 (Report) | 3–0 (Report) |